# Gabriele Oettingen
Gabriele Oettingen (* 22. Juli 1953 in München; eigentlich Gabriele Elisabeth Aloisia Notgera Prinzessin zu Oettingen-Oettingen und Oettingen-Spielberg) ist Professorin für Psychologie an der New York University und an der Universität Hamburg. Ihre Forschung befasst sich mit Zukunftsdenken und Selbstregulation. 

## Leben
Oettingen studierte Biologie in München und arbeitete anschließend am Max-Planck-Institut für Verhaltensphysiologie in Seewiesen sowie am Medical Research Council, Unit on the Development and Integration of Behaviour, Madingley, Cambridge, England. Gleichzeitig promovierte sie an der Ludwig-Maximilians-Universität in München. Während ihrer Forschungstätigkeit an der University of Pennsylvania, Philadelphia, USA war sie Stipendiatin der John D. and Catherine T. MacArthur Foundation. Dann arbeitete sie am Max-Planck-Institut für Bildungsforschung in Berlin und habilitierte sich im Fach Psychologie an der Freien Universität. 1990 heiratete sie Peter M. Gollwitzer. Seit 2000 ist sie Professorin für Psychologie an der Universität Hamburg und seit 2002 Professorin für Psychologie an der New York University.
Oettingen ist Mitglied des Kuratoriums der Stiftung Louisenlund.

## Forschung
Oettingen untersucht Zukunftsdenken und seine Effekte auf Denken, Handeln und Fühlen. Sie unterscheidet zwischen Erwartungen und Fantasien und entdeckte, dass sich diese beiden Formen des Zukunftsdenkens in ihren Auswirkungen auf Anstrengung und Erfolg gravierend unterscheiden. Oettingen entwickelte die Fantasy Realization Theory (FRT) und wies in vielen experimentellen Studien nach, dass die mentale Kontrastierung einer erwünschten Zukunft mit der gegenwärtigen Realität dazu führt, dass Personen sich konstruktive und machbare Ziele setzen und diese auch erfolgreich realisieren. Der Erfolg bei der Zielerreichung wiederum lässt sich auf nichtbewusste kognitive und motivationale Prozesse zurückführen. Oettingen hat auch zum Einfluss von kulturellen und politisch-systemischen Faktoren auf die Entwicklung von Selbstvertrauen, und auf Denken, Fühlen und Handeln geforscht.
Ausgehend von den Prinzipien der mentalen Kontrastierung hat Oettingen kosten- und zeiteffektive Interventionen entwickelt, bei denen auch die von Peter M. Gollwitzer entwickelte Planungsstrategie der Implementation Intentions integriert wird: Mental Contrasting with Implementation Intentions (MCII) oder Wish, Outcome, Obstacle, Plan (WOOP) ist eine Selbstregulationsstrategie für Menschen jeden Alters zur Lösung von kurz- oder langfristigen Anliegen.

## Veröffentlichungen (Auswahl)
- Rethinking Positive Thinking: Inside the New Science of Motivation. Current, Penguin Group, New York 2014, ISBN 978-1-59184-687-1.
- Future thought and behaviour Change. European Review of Social Psychology, 23 (2012), S. 1–63 (doi:10.1080/10463283.2011.643698).
- Mit D. Mayer: The motivating function of thinking about the future: Expectations versus fantasies. Journal of Personality and Social Psychology, 83 (2002), S. 1198–1212 (doi:10.1037/0022-3514.83.5.1198).
- Mit H. Pak, & K. Schnetter: Self-regulation of goal setting: Turning free fantasies about the future into binding goals. Journal of Personality and Social Psychology, 80 (2001), S. 736–753 (doi:10.1037/0022-3514.80.5.736).
- mit Martin Seligman: Pessimism and behavioural signs of depression in East versus West Berlin. In: European Journal of Social Psychology. Band 20, 1990, S. 207–220.
- kostenlose WOOP-App für Android und iPhone (Links auf Homepage woopmylife.org[20], erhältlich in App-Stores)